# LUA-område
LUA-område, informellt kallat utanförskapsområde eller Urbana Utvecklingsområden, är i Sverige ett bostadsområde där det finns ett stort utanförskap, som främst förekommer i vissa av miljonprogrammets förorter. LUA är en förkortning för lokalt utvecklingsavtal, som var avtal mellan regeringen och de berörda kommunerna under perioden 2008-2011. Dessa avtal innebar att sätta in extra resurser i syfte att minska arbetslöshet och kriminalitet. Begreppet har sedan 2015 ersatts av socioekonomiskt eftersatt område och av utsatt område, där det senare definieras av polisen. Begreppet utanförskapsområde ha sedan åter använts 2024 för ett antal områden, se Rapport om utanförskapsområden i Sverige 2024. 

## Historik
Olika nationella satsningar från regeringen med fokus på områden präglade av socioekonomiskt utanförskap har bedrivits sedan slutet av 1990-talet. Dessa satsningar har inkluderat Blommansatsningen, Nationella exempel och Storstadssatsningen. 2006 etablerades regeringens urbana utvecklingspolitik för kommuner med områden som kännetecknas av utbrett utanförskap. Inom ramen för denna satsning bedrevs 2008-2011 verksamhet enligt en förordning, där lokala utvecklingsavtal ingick, med fokus på samverkan mellan kommuner och statliga myndigheter. Dessa avtal upphörde vid årsskiftet 2011/2012.
2008-2011 fanns 38 LUA-områden i 21 kommuner. 15 av dessa fortsatte därefter som urbana utvecklingsområden (URBAN 15). Begreppet LUA-område har från 2012 fortsatt haft viss användning för samtliga 38 områden. 
Enligt en rapport från Brottsförebyggande rådet år 2016 hade i genomsnitt ca 80% av boende i URBAN-15 områdena utländsk bakgrund .

## LUA-områden
Följande 38 områden omfattades av LUA 2008-2011, varav 15 fortsatt som URBAN 15-områden från 2012.

### URBAN 15-områden
- Hässleholmen, Borås kommun
- Bergsjön, Göteborgs kommun
- Gårdsten, Göteborgs kommun
- Hjällbo, Göteborgs kommun
- Norra Biskopsgården, Göteborgs kommun
- Gamlegården, Kristianstads kommun
- Centrum-Öster, Landskrona kommun
- Herrgården, Rosengård, Malmö kommun
- Södra Sofielund, Malmö kommun
- Rinkeby, Stockholms kommun
- Tensta, Stockholms kommun
- Hovsjö, Södertälje kommun
- Ronna, Södertälje kommun
- Kronogården, Trollhättans kommun
- Araby, Växjö kommun

### Övriga LUA-områden år 2008-2011
- Alby, Botkyrka kommun
- Fittja, Botkyrka kommun
- Hallunda-Norsborg, Botkyrka kommun
- Brynäs, Gävle kommun
- Andersberg, Halmstads kommun
- Jordbro, Haninge kommun
- Flemingsberg, Huddinge kommun
- Vårby, Huddinge kommun
- Västra Skogås, Huddinge kommun
- Öxnehaga, Jönköpings kommun
- Skäggetorp, Linköpings kommun
- Hertsön, Luleå kommun
- Fosie, Malmö kommun
- Hyllie, Malmö kommun
- Fisksätra, Nacka kommun
- Klockaretorpet, Norrköpings kommun
- Husby, Stockholms kommun
- Rågsved, Stockholms kommun
- Skärholmen, Stockholms kommun
- Skönsberg, Sundsvalls kommun
- Fornhöjden, Södertälje kommun
- Geneta, Södertälje kommun
- Gottsunda, Uppsala kommun